# Castell de Láchar
El castell de Láchar és un recinte fortificat convertit en palauet a la part baixa del municipi de Láchar, a la província de Granada, comunitat autònoma d'Andalusia. Dataria probablement de la fi de l'època nassarita; no obstant això, l'actual edifici és el resultat d'una reforma historicista d'aspecte arabesc-romàntic dissenyat a la fi del segle xix i començaments del xx.
Ocupa la pràctica totalitat d'una illa de cases al nucli urbà de Láchar, entre els carrers Real, Castillo, Huerta, Íllora i la plaça Picasso, a 400 metres del riu Genil.

## Història

### Llegenda
L'any 709 apareix en les cròniques la construcció d'un palauet visigot per part del comte Julián, governador de Ceuta i Tànger. Segons la llegenda, el comte va portar la seva filla al palau real de Toledo com a dama de companyia de la reina Egilona, i suposadament hi va ser ultrajada pel rei Rodrigo; llavors Julián va manar construir un palauet a Láchar per ocultar la seva filla de les arpes del rei. Però, desitjós de venjança, Julián va deixar passar als àrabs a la península Ibèrica, els qui van derrotar Rodrigo en la batalla de Guadalete, així va començar la invasió musulmana de forma imparable.

### Època cristiana

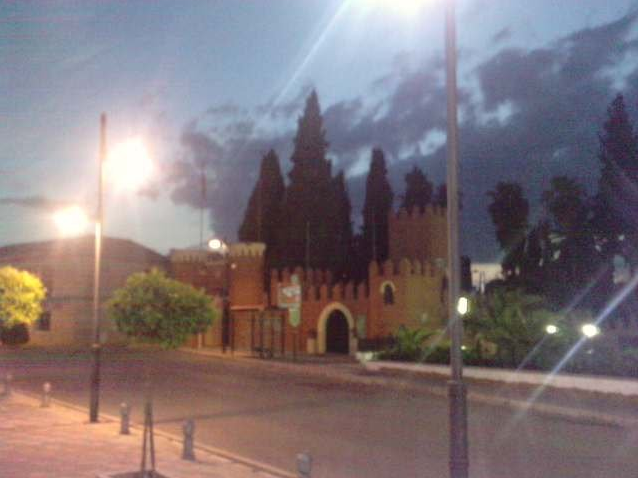
Carrer Real de Láchar, amb el castell (cen) i la plaça Picasso (der).

El castell de Láchar va ser reconstruït després de la Reconquesta del Regne de Granada i ampliat en diverses etapes durant segles per la família dels Benalúa per crear un palau inspirat en el conte de les Mil i Una Nits.

### El duc de San Pedro
El castell vava conéixer  el període de major esplendor amb l'arribada a la localitat de Julio Quesada-Cañaveral, duc de San Pedro, a la fi del segle xix i principi del xx.
En els anys en els quals va viure el duc en Láchar van passar pel palau unes quantes personalitats de l'època, entre les quals destaca el rei Alfons XIII, que s'hi va estar en una desena d'ocasions; el duc de San Pedro havia estat amic íntim del seu pare, Alfons XII—, el duc de Connagaugth, fill de la Reina Victoria, acompanyat de l'escriptor britànic Arthur Conan Doyle, creador del detectiu Sherlock Holmes, els ducs d'Alba i Medinaceli, el marquès de Viana, o el pintor Joaquim Sorolla. Això es deu al fet que en Láchar i Trasmulas existia per aquell temps un dels vedats de caça de perdius, llebres i ànecs més importants del sud d'Espanya.

### Segle XXI
Durant la primera dècada del segle xxi va ser propietat privada d'un ciutadà neerlandès que tenia el càrrec de cònsol honorari de Guinea Bissau, per la qual cosa durant anys va onejar la bandera d'aquest país africà a la façana del castell, al costat de la d'Espanya. El 2014 s'hi van fer obres de remodelació i recuperació d'elements artístics i històrics que van ser afectats per modernitzacions fetes pels anteriors propietaris. Els actuals propietaris el conservaran com a propietat privada i donen accés limitat al públic alguns dies per any.

## Disposició
L'àrea construïda és d'1.750 metres quadrats, incloent quatre grans salons equipats completament amb antiguitats d'estil arabesc. Hi ha sis dormitoris més les corresponents cambres dels servents, així com una enorme terrassa a d'alt.
La cambra principal, on s'allotjava el rei, està decorada amb tapissos que contenen la història del castell i dels senyors de Láchar; aquesta suite està presidida per un enorme llit de bronze.
El castell té uns amplis jardins —amb uns 6.300 m² de superfície—, envoltats enterament per un mur de 4 metres d'altura.

## Obra de Joaquim Sorolla

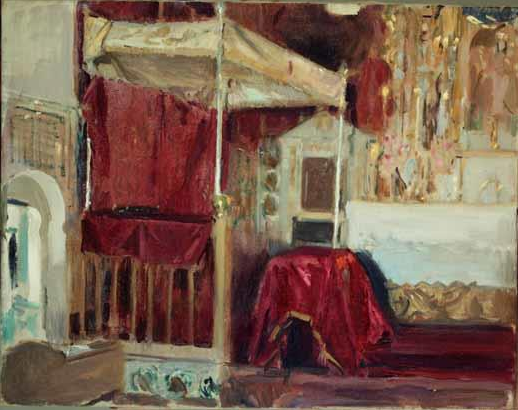
Obra Capella de la finca de Láchar de Joaquim Sorolla, pintada al propi castell el 28 de gener de 1917.

El popular pintor valencià Joaquín Sorolla hi va realitzar en l'hivern de 1917 l'obra Capella de la finca de Láchar quan s'estava al castell amb motiu d'una de les caceres d'Alfons XIII.